# Cantó d'Estrasburg-2
El cantó d'Estrasburg-2 (alsacià Kanton Stroosburi-2) és un divisió administrativa francesa situat al departament del Baix Rin i a la regió del Gran Est. Comprèn el barri de Gare.